# センサ付き検査用延長ブーム

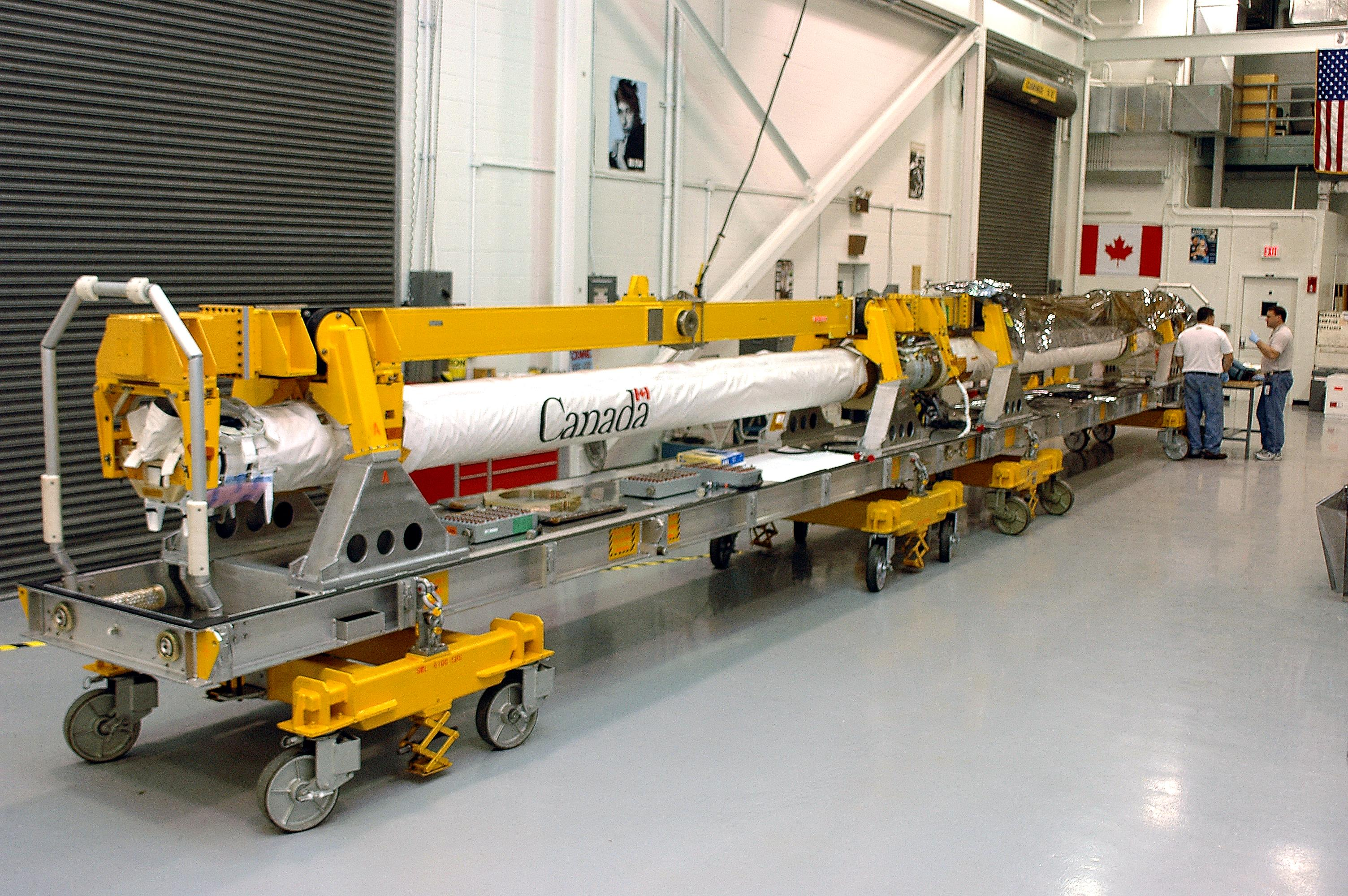
格納庫のOBSS。シャトルのSRMSに取り付けられる前の状態。

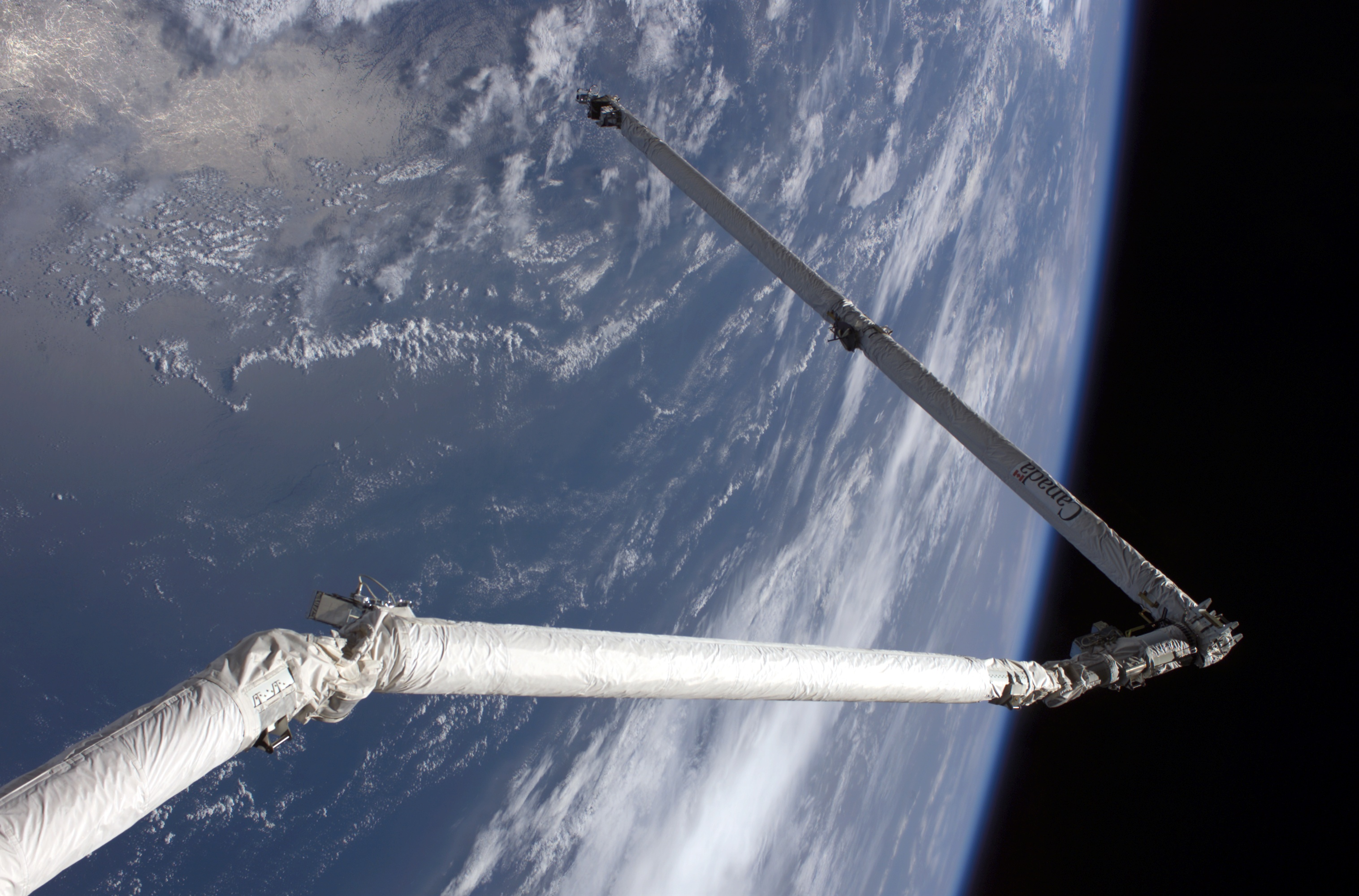
STS-114でSRMSに取り付けられたOBSS。

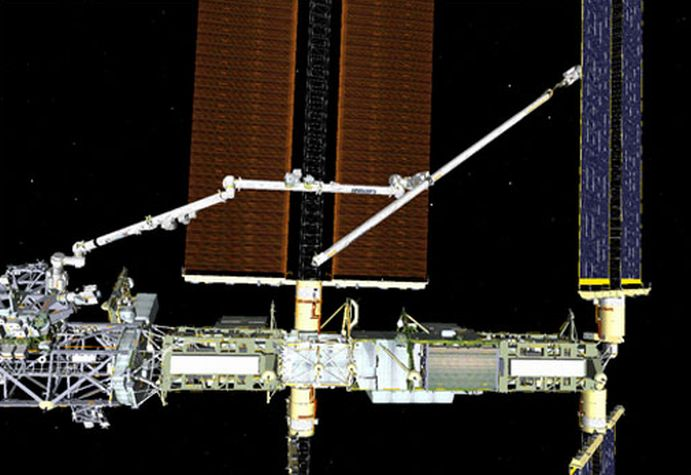
カナダアーム2に取り付けられたOBSSのイメージ。

センサ付き検査用延長ブーム（センサつきけんさようえんちょうブーム、Orbiter Boom Sensor System : OBSS）とは、スペースシャトルのロボットアーム (SRMS) の先端に取り付けられる検査用の延長ブームである。長さは15m（50フィート）で、一端には検査機器を格納した筐体が取り付けられている。
離陸時に熱防護システム (TPS) が損傷したために結果的にシャトルが破壊されたコロンビア号の事故を教訓に、TPS の損傷を検査することを目的に開発されディスカバリー号による「飛行再開」ミッションである STS-114 から導入された。OBSS で重大な損傷が見つかった場合には、搭乗員は船外活動で修復を試みるか、損傷が修復不可能なら国際宇宙ステーションにドッキングし、救出ミッションが実施されるまで待つことになる。
OBSS の先端には、テレビカメラと、2つのレーザセンサ（LDRIとLCS）が取り付けられている。分解能は数mmで、毎秒約2.5インチ（6.3cm）の速度でスキャンが可能である。その後、デジタルカメラも追加された。
軌道投入後に OBSS で必ず検査することになっているのは、主翼の前縁、ノーズキャップ（機首の先端）、乗員室である。上昇中に撮影された映像やランデブー・ピッチ・マニューバ時にISSから撮影された画像により、懸念される損傷が疑われる場合には、さらに詳細なOBSS検査が行なわれる。
開発にはロボットアーム操作の第一人者であるJAXA宇宙飛行士の若田光一も関わっており、2009年3月のSTS-119では自ら操作を行った。

## シャトル引退後
2011年にスペースシャトルが引退したため、OBSSはSTS-134で国際宇宙ステーション(ISS)に設置した（過去に、STS-123からSTS-124までの間、ISS上に残されて保管した実績もある）。これはISSにあるカナダアーム2だけでは、太陽パネルの隅など届かない範囲があるためで、カナダアーム2の先端にOBSSを継ぎ足して使用することで、到達距離を伸ばせる。STS-120では亀裂が入った太陽パネルを修理するため実際に利用された。